# Îl(s)
 (mai 2016).
Si vous disposez d'ouvrages ou d'articles de référence ou si vous connaissez des sites web de qualité traitant du thème abordé ici, merci de compléter l'article en donnant les références utiles à sa vérifiabilité et en les liant à la section « Notes et références ».
Albums de -M-
Les Saisons de passage
(2010) Le Grand Petit Concert
(2019)
Îl(s) est le quatrième album live de -M-, sorti en 2013 à la suite de la tournée de l'album Îl. 
En 2014, une deuxième tournée y fait suite.

## Pistes
| 1.  | Elle                                                         | 6:20 |
| 2.  | Le Film                                                      | 2:37 |
| 3.  | Le Baptême                                                   | 4:04 |
| 4.  | Onde sensuelle                                               | 3:46 |
| 5.  | L'Île intense                                                | 3:43 |
| 6.  | Océan                                                        | 6:36 |
| 7.  | A Tes souhaits                                               | 5:36 |
| 8.  | Nostalgic du cool                                            | 3:41 |
| 9.  | Mojo                                                         | 4:02 |
| 10. | Medley Piano (Qui de nous deux / La Bonne Étoile / La Seine) | 7:30 |
| 11. | La vie tue                                                   | 3:58 |
| 12. | Gimmick Mix                                                  | 2:48 |

| 1.  | Le Complexe du corn flakes                             | 5:05 |
| 2.  | La Grosse Bombe                                        | 4:00 |
| 3.  | Je dis aime                                            | 5:50 |
| 4.  | Laisse aller                                           | 3:28 |
| 5.  | Mama Sam                                               | 3:35 |
| 6.  | Machistador                                            | 4:40 |
| 7.  | Le Roi des Ombres                                      | 4:26 |
| 8.  | En tête à tête                                         | 2:21 |
| 9.  | La Maison de Saraï                                     | 3:22 |
| 10. | Faites moi souffrir                                    | 3:32 |
| 11. | Baïa                                                   | 4:09 |
| 12. | Oualé                                                  | 5:35 |
| 13. | L'Île intense (live au Luxembourg) (Édition Collector) |      |
| 14. | Mojo (version 2011) (Étition Collector)                |      |

### DVD
| No | Titre                                            | Durée |
| -- | ------------------------------------------------ | ----- |
| 1. | Documentaire "Autour de Îl(s)"                   |       |
| 2. | Clips (Mojo / Océan / Baïa+maiking of 1, 2 et 3) |       |